# Taebaek Speedway
Der Taebaek Speedway (koreanisch 태백스피드웨이) ist eine permanente Rennstrecke in Taebaek, in der Provinz Gangwon-do, in Südkorea. Er beinhaltet die zweitälteste Rennstrecke des Landes.

## Geschichte
Der Kurs wurde 2002 auf dem Abraumgelände einer früheren Blei- und Zinkmine errichtet. Die Anlage wurde im Oktober 2002 eröffnet und am 5. Mai 2003 fand das erste Rennen statt. Nach mehreren Besitzeränderungen trägt sie seit 2019 die Bezeichnung Taebaek Speedway.